# Księginki (Lubań)
Księginki (niem. Kerzdorf) – dawna wieś, obecnie część miasta Lubań w województwie dolnośląskim.
Od średniowiecza miejscowość była własnością lubańskiego klasztoru sióstr magdalenek, założonego w 1320 roku. W drugiej połowie XIX w., po odkryciu w złóż bazaltu i gliny, nastąpił dynamiczny rozwój okolic Lubania, w tym również Księginek. W roku 1865 miasto zyskało połączenie kolejowe z Jelenią Górą (obecnie linia kolejowa nr 274), a do księgińskiej kopalni doprowadzono bocznicę. Po otwarciu w 1896 linii kolejowej Lubań – Leśna we wsi znalazł się jeden z przystanków (zlikwidowany w latach 50.).
Po II wojnie światowej nazwę wsi zmieniono na Świecowo (do 1946) i przyłączono do gminy Zaręba. Od 1948 roku miasto Lubań starało się o włączenie Księginek w swoje granice. Udało się to jesienią 1954 w związku z reformą administracyjną kraju. W Księginkach mieszkały wówczas 1374 osoby.
Obecnie w Księginkach znajduje się kościół św. Maksymiliana Marii Kolbe oraz Szkoła Podstawowa nr 3.